# Вересень 2015
Вересень 2015 — дев'ятий місяць 2015 року, що розпочався у вівторок 1 вересня та закінчиться у середу 30 вересня.

## Події
- 30 вересня
  - Більше 65 мирних мешканців загинули в результаті російського авіаудару поблизу сирійського міста Хомс[1]
- 29 вересня
  - У східній Азії вирує Тайфун Дуджуан, є жертви[2]
- 28 вересня
  - 28 вересня відбулося повне місячне затемнення, що збігалося із супермісяцем[3]
- 24 вересня
  - У результаті тисняви біля Мекки під час хаджу загинуло 717 чоловік, ще понад 800 отримали поранення[4]
- 23 вересня
  - Генеральний директор автоконцерну Volkswagen Мартін Вінтеркорн подав у відставку через скандал із заниженням кількості шкідливих газів, що виділяються автомобілями концерну[5]
- 20 вересня
  - В Херсонській області громадянські активісти розпочали акцію з блокади адміністративного кордону тимчасово окупованої автономної республіки Крим[6]
- 17 вересня
  - Верховна Рада України прийняла пакет законів, що дозволяють зменшити боргове навантаження на фінансову систему держави[7]
- 16 вересня
  - Україна запровадила масштабні санкції проти Росії
- 14 вересня
  - Малкольм Тернбулл став новим лідером Ліберальної партії та прем'єр-міністром Австралії
  - Початок військових навчань Silver Arrow 2015, які проходили на військовій базі Адажи в Латвії
- 10 вересня
  - В Японії через повені евакуювали більше 150 000 чоловік[8]
  - Відкрито новий вид древньої людини в печері «Висхідна зірка» в Африці. Знайдено більше 1500 залишків кісток, які належали принаймні 15 особистостям. Вид названий Homo naledi[9][10].
- 9 вересня
  - Королева Великої Британії Єлизавета II встановила рекорд з найдовшого правління в історії країни[11]
- 6 вересня
  - В Молдові пройшли масові антиурядові протести, в Кишиневі протестанти встановили наметове містечко[12]
- 5 вересня
  - Австрія та Німеччина дозволили в'їзд біженцям з Угорщини[13]
- 4 вересня
  - В Австрію вже добу не впускають потяг із Будапешту із біженцями[14]
  - У Казахстані через порушення законодавства ліквідували Комуністичну партію[15]
  - Знайдена мутація в гені MDHAR6 рослин Arabidopsis thaliana, що допомагає їм вижити в умовах наявності в ґрунті токсичного тринітротолуолу (TNT)[16][17]
- 3 вересня
  - Фото маленького хлопчика-мігранта, що втопився під час спроби переправитися із Туреччини до Європи, опублікували провідні світові ЗМІ[18]